# 1927 w muzyce
Wydarzenia muzyczne w 1927 roku.

## Wydarzenia
- Powstaje amerykański zespół muzyczny The Rhythm Boys, śpiewający głównie muzykę jazzową, w skład którego wchodzili Bing Crosby, Al Rinker oraz Harry Barris

## Urodzili się
- 1 stycznia – Juliusz Łuciuk, polski kompozytor muzyki poważnej (zm. 2020)[a][1]
- 3 stycznia[2] lub 3 grudnia 1926[3] – Barbara Barska-Stockinger, polska piosenkarka (zm. 2024)
- 8 stycznia – Zbigniew Frieman, polski altowiolista, dyrygent, kameralista, pedagog i organizator życia muzycznego (zm. 2019)
- 10 stycznia
  - Johnnie Ray, amerykański piosenkarz (zm. 1990)
  - Guillermo Rubalcaba, kubański pianista i kompozytor (zm. 2015)
- 14 stycznia – Zuzana Růžičková, czeska pianistka, klawesynistka i pedagog muzyczny (zm. 2017)
- 17 stycznia
  - Donald Erb, amerykański kompozytor (zm. 2008)
  - Eartha Kitt, amerykańska aktorka, piosenkarka, gwiazda kabaretowa (zm. 2008)
- 19 stycznia – Lidia Kozubek, polska pianistka i pedagog (zm. 2015)
- 20 stycznia – Krystyna Winowicz, polska muzykolog, pedagog, pianistka i działaczka społeczna (zm. 2014)
- 23 stycznia – Zbigniew Kaszkur, polski autor tekstów piosenek, poeta, satyryk, scenarzysta, publicysta, także dziennikarz (zm. 1999)
- 25 stycznia – Antônio Carlos Jobim, brazylijski muzyk, kompozytor, aranżer, wokalista (zm. 1994)
- 26 stycznia – Tadeusz Natanson, polski kompozytor i pedagog  (zm. 1990)
- 27 stycznia – Billy Barnes, amerykański kompozytor i autor tekstów (zm. 2012)
- 29 stycznia – Don Shirley, amerykański pianista i kompozytor jazzowy (zm. 2013)
- 30 stycznia – Aleksander Bronisław Ciechański, polski wiolonczelista (zm. 2012)
- 1 lutego – Hans Gmür, szwajcarski dramaturg, reżyser i kompozytor (zm. 2004)
- 2 lutego – Stan Getz, amerykański saksofonista jazzowy (zm. 1991)
- 3 lutego
  - Val Doonican, irlandzki piosenkarz (zm. 2015)
  - Claire Watson, amerykańska śpiewaczka operowa (sopran) (zm. 1986)
- 4 lutego – Lucia Danieli, włoska śpiewaczka operowa (mezzosopran) (zm. 2005)
- 7 lutego
  - Juliette Gréco, francuska piosenkarka i aktorka (zm. 2020)
  - Michel Hausser, francuski wibrafonista jazzowy (zm. 2024)
  - Laurie Johnson, angielski kompozytor i bandleader (zm. 2024)
  - Janusz Zathey, polski pianista i pedagog (zm. 2010)
- 10 lutego
  - Leontyne Price, amerykańska śpiewaczka operowa (sopran)
  - Brian Priestman, brytyjski dyrygent (zm. 2014)
- 11 lutego
  - Heinz Fricke, niemiecki dyrygent (zm. 2015)
  - Michel Sénéchal, francuski śpiewak (tenor) (zm. 2018)
- 13 lutego – Buck Hill, amerykański saksofonista jazzowy (zm. 2017)
- 18 lutego – Mohammed Zahur Khayyam, indyjski kompozytor muzyki filmowej (zm. 2019)
- 22 lutego – Guy Mitchell, amerykański piosenkarz popowy (zm. 1999)
- 23 lutego – Régine Crespin, francuska śpiewaczka (sopran), pedagog (zm. 2007)
- 25 lutego
  - Jacques-Louis Monod, francuski kompozytor, pianista i dyrygent (zn. 2020)
  - Ralph Stanley, amerykański muzyk  bluegrassowy grający na banjo (zm. 2016)
- 1 marca – Harry Belafonte, amerykański piosenkarz, aktor filmowy i aktywista społeczny (zm. 2023)
- 2 marca
  - Halina Kowalewska-Mikosa, polska piosenkarka, redaktorka audycji Polskiego Radia (zm. 2019)
  - Witold Szalonek, polski kompozytor (zm. 2001)
- 3 marca
  - Martin Lovett, angielski wiolonczelista klasyczny (zm. 2020)
  - Tommy McCook, jamajski saksofonista i kompozytor, muzyk sesyjny, współzałożyciel i wieloletni lider zespołu The Skatalites (zm. 1998)
- 5 marca – India Adams, amerykańska aktorka i wokalistka (zm. 2020)
- 8 marca – Dick Hyman, amerykański pianista jazzowy
- 9 marca
  - John Beckwith, kanadyjski kompozytor muzyki klasycznej, pianista, pedagog (zm. 2022)
  - Will Ferdy, belgijski piosenkarz (zm. 2022)
  - Jerzy Szymański, polski śpiewak operowy (bas), pedagog (zm. 2015)
- 11 marca – Andrzej Hundziak, polski kompozytor, pedagog i animator życia muzycznego (zm. 2025)
- 15 marca – Aaron Rosand, amerykański skrzypek (zm. 2019)
- 20 marca
  - John Joubert, brytyjski kompozytor muzyki klasycznej (zm. 2019)
  - Maria Przychodzińska, polska pedagog, prof. dr hab., współtwórczyni polskiej koncepcji wychowania muzycznego (zm. 2019)
- 24 marca – Gabriela Obremba, polska malarka i śpiewaczka operowa (sopran) (zm. 1997)
- 27 marca
  - Joachim Olkuśnik, polski kompozytor i publicysta (zm. 2008)
  - Mstisław Rostropowicz, rosyjski dyrygent, wiolonczelista, pedagog i obrońca praw człowieka (zm. 2007)
- 28 marca – Stanisław Ptak, polski aktor teatralny i filmowy, śpiewak operetkowy (zm. 2002)
- 2 kwietnia – Jerzy Katlewicz, polski dyrygent i pedagog (zm. 2015)
- 6 kwietnia
  - Gerry Mulligan, amerykański muzyk jazzowy i instrumentalista, wybitny saksofonista barytonowy (zm. 1996)
  - Bogna Sokorska, polska śpiewaczka operowa i operetkowa (sopran koloraturowy liryczny) (zm. 2002)
- 10 kwietnia – Luigi Alva, właśc. Luis Ernesto Alva y Talledo, peruwiański śpiewak operowy (tenor) (zm. 2025)
- 11 kwietnia – Bert Bial, amerykański fagocista i kontrabasista; muzyk i oficjalny fotograf Filharmonii Nowojorskiej (zm. 2020)
- 12 kwietnia – Thomas Hemsley, angielski śpiewak operowy (baryton) (zm. 2013)
- 16 kwietnia – Marie Collier, australijska śpiewaczka operowa (sopran) (zm. 1971)
- 17 kwietnia
  - Lyn McLain, amerykański edukator muzyczny, kierownik orkiestry (zm. 2023)
  - Graziella Sciutti, włoska śpiewaczka operowa (sopran) (zm. 2001)
- 19 kwietnia – Jan Tyszkiewicz, polski kompozytor i dziennikarz radiowy (zm. 2009)
- 22 kwietnia
  - Laurel Aitken, jamajski muzyk (zm. 2005)
  - Hanno Blaschke, polski śpiewak koncertowy (baryton), profesor śpiewu (zm. 2017)
- 23 kwietnia – Annapurna Devi, hinduska muzyk grająca na surbaharze (zm. 2018)
- 25 kwietnia – Siegfried Palm, niemiecki wiolonczelista i pedagog (zm. 2005)
- 26 kwietnia – Anita Darian, ormiańsko-amerykańska aktorka i śpiewaczka operowa (sopran) (zm. 2015)
- 28 kwietnia – Bill Walker, amerykański kompozytor country, dyrygent, producent muzyczny i aranżer (zm. 2022)
- 29 kwietnia – Big Jay McNeely, amerykański saksofonista rhythm and bluesowy (zm. 2018)
- 5 maja
  - Joy Beverley, brytyjska piosenkarka znana z trio Beverley Sisters (zm. 2018)
  - Jerome Haynes, jamajski gitarzysta, muzyk sesyjny, współzałożyciel i wieloletni członek zespołu The Skatalites (zm. 2007)
  - Charles Rosen, amerykański pianista, muzykolog, pedagog muzyczny (zm. 2012)
- 7 maja – Elisabeth Söderström, szwedzka śpiewaczka operowa (sopran) (zm. 2009)
- 8 maja – Phil Cohran, amerykański trębacz jazzowy (zm. 2017)
- 12 maja – Barbara Dane, właśc. Barbara Jean Spillman, amerykańska piosenkarka folkowa, bluesowa i jazzowa, gitarzystka, producent muzyczny (zm. 2024)
- 13 maja – Fred Hellerman, amerykański muzyk folkowy; piosenkarz, gitarzysta i autor tekstów (zm. 2016)
- 14 maja – Seymour Lipkin, amerykański pianista i dyrygent (zm. 2015)
- 16 maja
  - Paul Angerer, austriacki dyrygent, altowiolista i kompozytor (zm. 2017)
  - Pavlina Apostolova, macedońska śpiewaczka operowa (zm. 2018)
- 12 maja – Herbert Mogg, austriacki kompozytor i dyrygent (zm. 2012)
- 21 maja
  - Bill Holman, amerykański saksofonista jazzowy, kompozytor, aranżer, bandleader (zm. 2024)
  - Waldemar Maciszewski, polski pianista (zm. 1956)
  - Chuck Stewart, amerykański fotograf muzyczny związany jazzem (zm. 2017)
- 28 maja – Habil Əliyev, azerski muzyk (zm. 2015)
- 30 maja – Clora Bryant, amerykańska trębaczka jazzowa (zm. 2019)
- 3 czerwca – Boots Randolph, amerykański saksofonista i kompozytor (zm. 2007)
- 8 czerwca – Çesk Zadeja, albański muzyk i kompozytor (zm. 1997)
- 9 czerwca – Nona Liddell, brytyjska skrzypaczka (zm. 2017)
- 13 czerwca
  - Angela Alvarez, amerykańska piosenkarka kubańskiego pochodzenia (zm. 2024)
  - Slim Dusty, australijski piosenkarz country (zm. 2003)
- 17 czerwca – Martin Böttcher, niemiecki kompozytor, aranżer, dyrygent (zm. 2019)
- 23 czerwca – Bob Fosse, amerykański reżyser, choreograf, tancerz i aktor (zm. 1987)
- 9 lipca – Ed Ames, amerykański piosenkarz pop, aktor (zm. 2023)
- 11 lipca – Herbert Blomstedt, szwedzki dyrygent
- 16 lipca – Serge Baudo, francuski dyrygent
- 18 lipca
  - Mehdi Hassan, pakistański piosenkarz (zm. 2012)
  - Kurt Masur, niemiecki dyrygent (zm. 2015)
- 19 lipca
  - Michał Bobrowski, polski satyryk, scenarzysta, reżyser, autor tekstów piosenek, pomysłodawca Spotkania z Balladą (zm. 2012)
  - John Hopkins, australijski dyrygent (zm. 2013)
- 20 lipca – Michael Gielen, austriacki dyrygent i kompozytor (zm. 2019)
- 22 lipca – Fatai Rolling Dollar, nigeryjski gitarzysta, perkusjonista, wokalista i autor tekstów (zm. 2013)
- 27 lipca – Guy Carawan, amerykański muzyk folkowy (zm. 2015)
- 28 lipca – Zbigniew Rymarz, polski pianista, kompozytor, aranżer, akompaniator, pedagog, dokumentalista i reżyser
- 30 lipca – Tony Hiller, angielski autor piosenek, producent nagrań (zm. 2018)
- 31 lipca – Ștefan Niculescu, rumuński kompozytor i pedagog muzyczny (zm. 2008)
- 4 sierpnia
  - Eddie Kamae, hawajski wirtuoz ukulele, wokalista, kompozytor, producent filmowy (zm. 2017)
  - Johnny Maddox, amerykański pianista i kompozytor jazzowy (zm. 2018)
- 10 sierpnia
  - Victor Hugo Díaz, argentyński kompozytor i muzyk tanga (zm. 1977)
  - Raimund Herincx, brytyjski śpiewak operowy (bas-baryton) (zm. 2018)
- 11 sierpnia – Raymond Leppard, brytyjski dyrygent, klawesynista (zm. 2019)
- 12 sierpnia – Porter Wayne Wagoner, amerykański piosenkarz country (zm. 2007)
- 15 sierpnia – Witold Gruca, polski tancerz i choreograf (zm. 2009)
- 17 sierpnia – Sam Butera, amerykański saksofonista tenorowy (zm. 2009)
- 20 sierpnia – Tadeusz Przybylski, polski duchowny rzymskokatolicki, salezjanin, muzykolog (zm. 2011)
- 21 sierpnia
  - Włodzimierz Gołobów, polski śpiewak (bas) (zm. 2008)
  - Wilhelm Killmayer, niemiecki kompozytor (zm. 2017)
- 23 sierpnia
  - Martial Solal, francuski pianista jazzowy, kompozytor (zm. 2024)
  - Tadeusz Suchocki, polski pianista, kompozytor, aranżer i dyrygent (zm. 2015)
- 28 sierpnia
  - Nicolae Herlea, rumuński śpiewak operowy (baryton) (zm. 2014)
  - Jo Sullivan Loesser, amerykańska aktorka i piosenkarka (zm. 2019)
- 30 sierpnia – Piet Kee, holenderski organista i kompozytor (zm. 2018)
- 9 września – Elvin Jones, amerykański perkusista jazzowy (zm. 2004)
- 10 września – Johnny Keating, szkocki muzyk (zm. 2015)
- 12 września – Mathé Altéry, francuska sopranistka, reprezentantka Francji podczas 1. Konkursu Piosenki Eurowizji w 1956 roku
- 19 września – Nick Massi, amerykański kompozytor i gitarzysta basowy The Four Seasons (zm. 2000)
- 21 września – Ward Swingle, amerykański piosenkarz i muzyk jazzowy, założyciel grupy The Swingle Singers (zm. 2015)
- 24 września – Alfredo Kraus, hiszpański śpiewak operowy (tenor) (zm. 1999)
- 25 września – Colin Davis, angielski dyrygent (zm. 2013)
- 26 września – Romano Mussolini, włoski pianista jazzowy i malarz, syn Benito Mussoliniego (zm. 2006)
- 27 września – Bing Slamet, właśc. Ahmad Syech Albar, indonezyjski piosenkarz, autor tekstów, komik i aktor (zm. 1974)
- 30 września – Hossein Dehlavi, irański kompozytor (zm. 2019)
- 4 października – Walter Bishop Jr., amerykański pianista jazzowy (zm. 1998)
- 6 października – Paul Badura-Skoda, austriacki pianista i pedagog (zm. 2019)
- 7 października – Al Martino, amerykański piosenkarz i aktor (zm. 2009)
- 9 października – Włodzimierz Lwowicz, polski śpiewak operowy (baryton) (zm. 2002)
- 11 października
  - Bolesław Karpiel-Bułecka, polski muzyk ludowy, lutnik i tancerz (zm. 2017)
  - Tony Kinsey, angielski perkusista jazzowy, kompozytor (zm. 2025)
- 13 października
  - Anita Kerr, amerykańska piosenkarka country, pianistka, kompozytorka (zm. 2022)
  - Lee Konitz, amerykański saksofonista jazzowy (zm. 2020)
- 14 października
  - Joyce Bryant, amerykańska piosenkarka, tancerka, działaczka na rzecz praw obywatelskich (zm. 2022)
  - Juan Hidalgo Codorniu, hiszpański kompozytor (zm. 2018)
- 21 października – Judith Davidoff, amerykańska altowiolistka, wiolonczelistka i pedagog (zm. 2021)
- 24 października
  - Gilbert Bécaud, francuski piosenkarz, kompozytor i aktor (zm. 2001)
  - Renato de Grandis, włoski kompozytor (zm. 2008)
  - Jean-Claude Pascal, francuski aktor, piosenkarz i pisarz (zm. 1992)
- 25 października – Barbara Cook, amerykańska piosenkarka i aktorka (zm. 2017)
- 27 października
  - Dominick Argento, amerykański kompozytor muzyki operowej i chóralnej (zm. 2019)
  - Bernard Parmegiani, francuski kompozytor tworzący muzykę elektroniczną oraz akusmatyczną (zm. 2013)
- 28 października – Cleo Laine, angielska wokalistka jazzowa i aktorka (zm. 2025)
- 5 listopada – Ellie Mannette, trynidadzki muzyk, producent instrumentu steel pan (zm. 2018)
- 8 listopada
  - Chris Connor, amerykańska piosenka jazzowa (zm. 2009)
  - Patti Page, amerykańska piosenkarka pop i country (zm. 2013)
- 10 listopada
  - Edmund Fetting, polski aktor i piosenkarz (zm. 2001)
  - Sabah, libańska piosenkarka i aktorka (zm. 2014)
- 11 listopada – Mose Allison, amerykański pianista i piosenkarz jazzowy (zm. 2016)
- 12 listopada
  - Władimir Grigorjew, rosyjski muzykolog, profesor, znawca twórczości Henryka Wieniawskiego
  - Rosalina Neri, włoska aktorka i piosenkarka (zm. 2024)
- 13 listopada – Krystyna Ingersleben-Borowska, polska śpiewaczka operowa (sopran koloraturowy), pedagog (zm. 2014)
- 14 listopada – Narciso Yepes, hiszpański gitarzysta klasyczny (zm. 1997)
- 16 listopada – Norman Gimbel, amerykański autor tekstów piosenek (zm. 2018)
- 18 listopada – Hank Ballard, amerykański piosenkarz (zm. 2003)
- 19 listopada – Joe Hunter, amerykański pianista (zm. 2007)
- 24 listopada – Emma Lou Diemer, amerykańska kompozytorka (zm. 2024)
- 26 listopada – Hildegard Hillebrecht, niemiecka śpiewaczka operowa (sopran) (zm. 2018)
- 29 listopada – Narciso Parigi, włoski aktor i piosenkarz (zm. 2020)
- 30 listopada – Richard T. Gill, amerykański śpiewak operowy (zm. 2010)
- 2 grudnia – Gaziza Żubanowa, kazachska kompozytorka (zm. 1993)
- 3 grudnia – Andy Williams, amerykański piosenkarz solowy (zm. 2012)
- 9 grudnia – Pierre Henry, francuski kompozytor (zm. 2017)
- 10 grudnia – Kenneth van Barthold, brytyjski pianista (zm. 2016)
- 18 grudnia – Fred Tomlinson, brytyjski piosenkarz i kompozytor (zm. 2016)
- 23 grudnia – Aleksandr Wiediernikow, radziecki i rosyjski śpiewak operowy (zm. 2018)
- 24 grudnia – Teresa Stich-Randall, amerykańska śpiewaczka operowa (sopran) (zm. 2007)
- 25 grudnia
  - Ernie Andrews, amerykański piosenkarz jazzowy, bluesowy i popowy (zm. 2022)
  - Ram Narayan, hinduski muzyk, wirtuoz sarangi (zm. 2024)
- 27 grudnia – Jeremy Montagu, brytyjski perkusjonista i etnomuzykolog (zm. 2020)
- 28 grudnia
  - Oleg Karawajczuk, rosyjski kompozytor i pianista (zm. 2016)
  - Lesław Pawluk, polski śpiewak operowy (tenor), pedagog (zm. 2023)

Data dzienna nieznana
- Piotr Gaca, polski muzyk ludowy, skrzypek (zm. 2017)

## Zmarli
- 8 lutego – Karol Paweł Rostworowski, polski kompozytor, autor licznych pieśni (ur. 1874)
- 19 lutego – Robert Fuchs, austriacki kompozytor muzyki klasycznej, pedagog (ur. 1847)
- 23 lutego – Sveinbjörn Sveinbjörnsson, islandzki kompozytor, pianista i nauczyciel muzyki; autor muzyki hymnu Islandii (ur. 1847)
- 24 lutego – Thomas Laub, duński kompozytor i organista (ur. 1852)
- 10 marca – Michalina Frenkiel-Niwińska, polska śpiewaczka operowa (mezzosopran) (ur. 1868)
- 17 marca – James Scott Skinner, szkocki tancerz, skrzypek i kompozytor (ur. 1843)
- 2 czerwca – Friedrich Hegar, szwajcarski kompozytor i dyrygent (ur. 1841)
- 1 lipca – Kazimiera Niewiarowska, polska śpiewaczka operetkowa (ur. 1890)
- 17 lipca – Luise Adolpha Le Beau, niemiecka kompozytorka muzyki klasycznej (ur. 1850)
- 7 sierpnia – Wilhelm Rudnick, niemiecki kompozytor, organista, pedagog muzyczny (ur. 1850)
- 13 sierpnia – Hermann Abert, niemiecki muzykolog i filolog klasyczny (ur. 1871)
- 20 sierpnia – Fannie Bloomfield-Zeisler, amerykańska pianistka austro-żydowskiego pochodzenia (ur. 1863)
- 14 września – Isadora Duncan, amerykańska tancerka (ur. 1877)
- 4 listopada – Ole Olsen, norweski organista, kompozytor, dyrygent i muzyk wojskowy (ur. 1850)
- 9 listopada – Karolina Kliszewska, polska śpiewaczka operetkowa i operowa, aktorka (ur. 1867)
- 20 listopada – Wilhelm Stenhammar, szwedzki pianista, kompozytor i dyrygent (ur. 1871)

## Muzyka poważna
- I Międzynarodowy Konkurs Pianistyczny im. Fryderyka Chopina

### Opera
- 15 lipca w Baden-Baden swoją premierę miała Tam i z powrotem (Hin und zurück) Paula Hindemitha
- 17 lipca w Baden-Baden po raz pierwszy wystawiono Porwanie Europy (Op. 94) Dariusa Milhauda

## Film muzyczny
- Śpiewak jazzbandu – premiera 6 października w Nowym Jorku[4]